# Francesc Planells i Tordera
Francesc Planells i Tordera   (Picanya, 1958 - 2001) fou un bibliotecari valencià, diplomat en Magisteri per la Universitat de València.
Entre 1983 i 2001 dirigí la Biblioteca Municipal de Picanya. Durant aquest període s’incorporaren noves seccions, com la fonoteca i la videoteca, i el fons bibliogràfic passà de 3.000 a 16.000 volums. També augmentà de manera significativa el nombre de persones sòcies. Impulsà el procés d’informatització del servei i promogué nombroses activitats culturals i educatives, entre les quals destacaren les de l’Escola de Persones Adultes, programes d’animació lectora, cicles de xarrades i tertúlies, la celebració del Dia del Llibre i el Premi Enric Valor.
En col·laboració amb Maria Antònia Aguilar, creà i dirigí les revistes «Llibre obert» (1993-1994) i «Va de lletres» (1994-2002), i formà part de l’equip de redacció de la revista «Celobert» entre 1994 i 1998. També fundà i dirigí una biblioteca a Zarra i participà en la tertúlia literària «La Lluna» de Picanya.